# Unité phalangette
 (décembre 2009).
En dermatologie, on appelle unité phalangette, la quantité de crème ou de pommade déposée, d'un trait continu, sur la longueur de la dernière phalange de l'index d'un adulte par un tube possédant une ouverture de 5 millimètres de diamètre
. Une unité phalangette correspond à environ 0,5 gramme de produit.